# Maya (folclore de España)

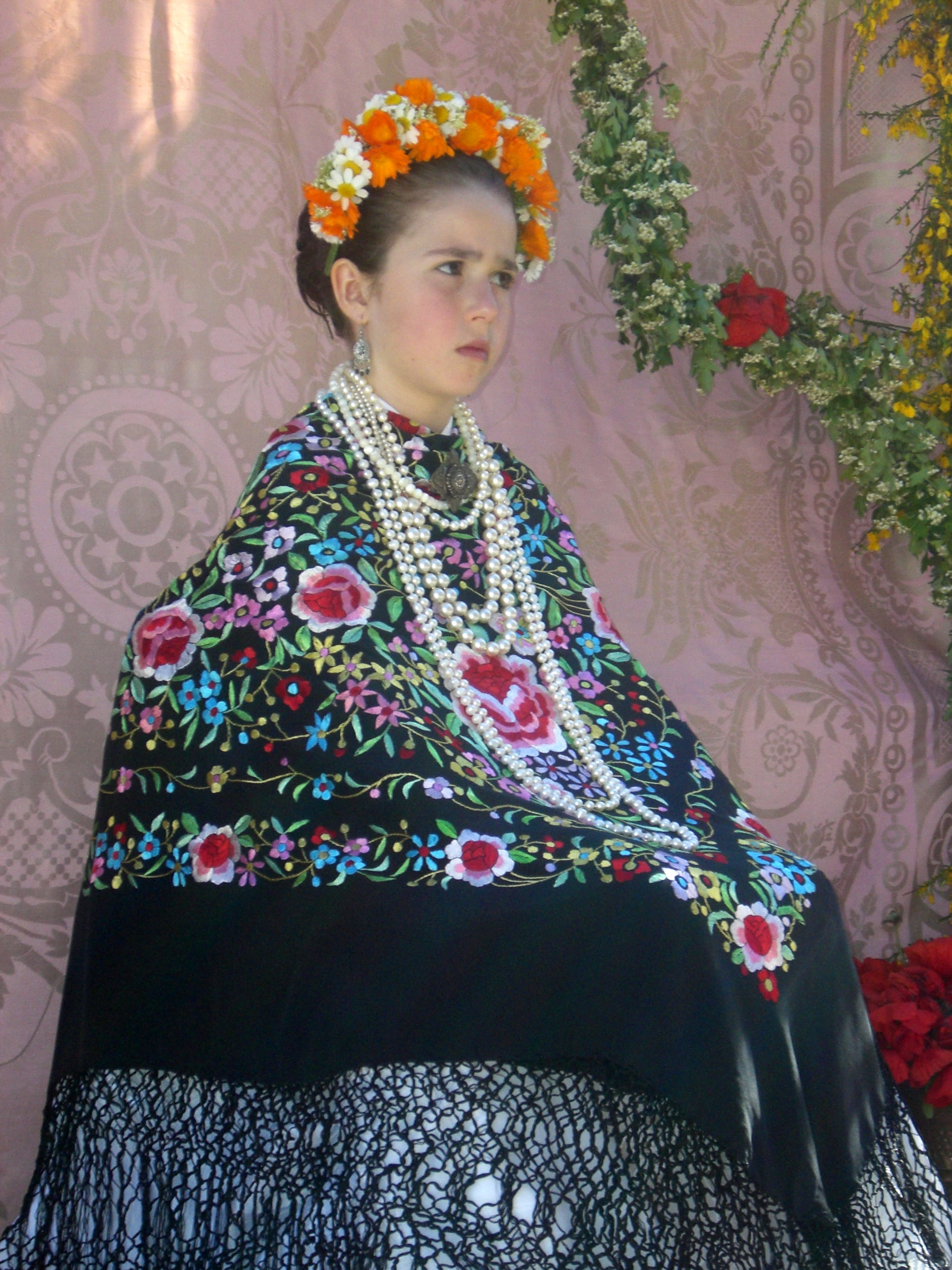
Maya en Colmenar Viejo (Madrid)

En el folclore español, se denomina maya a un personaje, casi siempre una niña o joven, ataviada con una corona u otros adornos con flores, que se sienta en altares improvisados o canta y danza por las calles pidiendo propinas durante las fiestas populares conocidas como fiesta de la maya o fiesta de los mayos, que tienen lugar  usualmente a principios del mes de mayo. También se conoce como  «mayos» a los muchachos que rondan a las mayas o que participan de estas celebraciones. En algunos lugares, las mayas y mayos son figuras hechas de madera o troncos de árbol. Aunque no se conoce exactamente, se sospecha que el origen de las mayas se remonta a rituales muy antiguos cuyo propósito era celebrar la llegada del verano. Las primeras menciones a las mayas en la literatura datan de la Edad Media y sus festejos, con ligeras variaciones, se celebran aún en tiempos modernos en bastantes localidades repartidas por gran parte de España.

## Manifestaciones

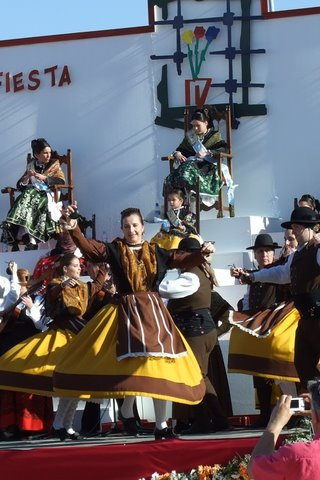
Mayas en Pedro Muñoz (Ciudad Real)

En su manifestación más extendida, las mayas son niñas, generalmente preadolescentes, que durante las festividades del mes de mayo se visten de blanco con coronas, guirnaldas y mantos decorados con flores y se sientan en una silla a modo de trono o altar en la calle, mientras otras muchachas que forman parte de su cortejo bailan y piden dinero y golosinas a los transeúntes «para la maya». Esta tradición se describe ya en el Diccionario de la lengua castellana de 1734. Otros autores documentaron estas fiesta en Sevilla, Voto (Cantabria) y Euskadi, donde la maya era conocida como mayatz anderea o «señora de mayo». Las fiestas de las mayas celebradas en Burgos hasta mediados del siglo XX también obedecen a esta descripción, y las actuales fiestas celebradas en el siglo XXI en la comunidad de Madrid, como Colmenar Viejo o El Molar, y la Villa de Madrid, Olivenza en la provincia de Badajoz, algunos pueblos de la comarca de la Sisla en Toledo, como Orgaz y Arizcun, en Navarra, cuentan con los mismos elementos básicos. Esta tradición existe también en otros países europeos, como Francia y Gran Bretaña, donde se conoce a la maya como «reina de mayo».
Tradicionalmente, se relata la costumbre de sentar a una niña y un niño en al altar, como símbolo del matrimonio, tal como menciona Sebastián de Covarrubias en la parte segunda del Tesoro de la lengua castellana (1613). Esteban Terreros y Pando describe también el elemento del cortejo en su definición de la palabra «maya»:

Maya llaman en algunos lugares a una muchacha a quien un mancebo a quien llama ella su Mayo, regala y sirve por todo el mes de Mayo con flores: adórnanse uno y otro con ellas; de modo que se presentan con particular gracia de donde se pronunció después guturalmente con esta misma significación Majo, Maja en lugar de Mayo y Maya
Diccionario castellano de Terreros y Pando (1786-1793)

Como ejemplo, existen alusiones  a las celebraciones en el mes de mayo en la zona de Saldaña, provincia de Palencia en el siglo XVIII, durante las cuales los jóvenes rondaban a las muchachas por la noche, cantado coplas y dejándoles ramos en las puertas de sus casas. Parecida costumbre se ha documentado también en Castilla-La Mancha en el siglo XX.

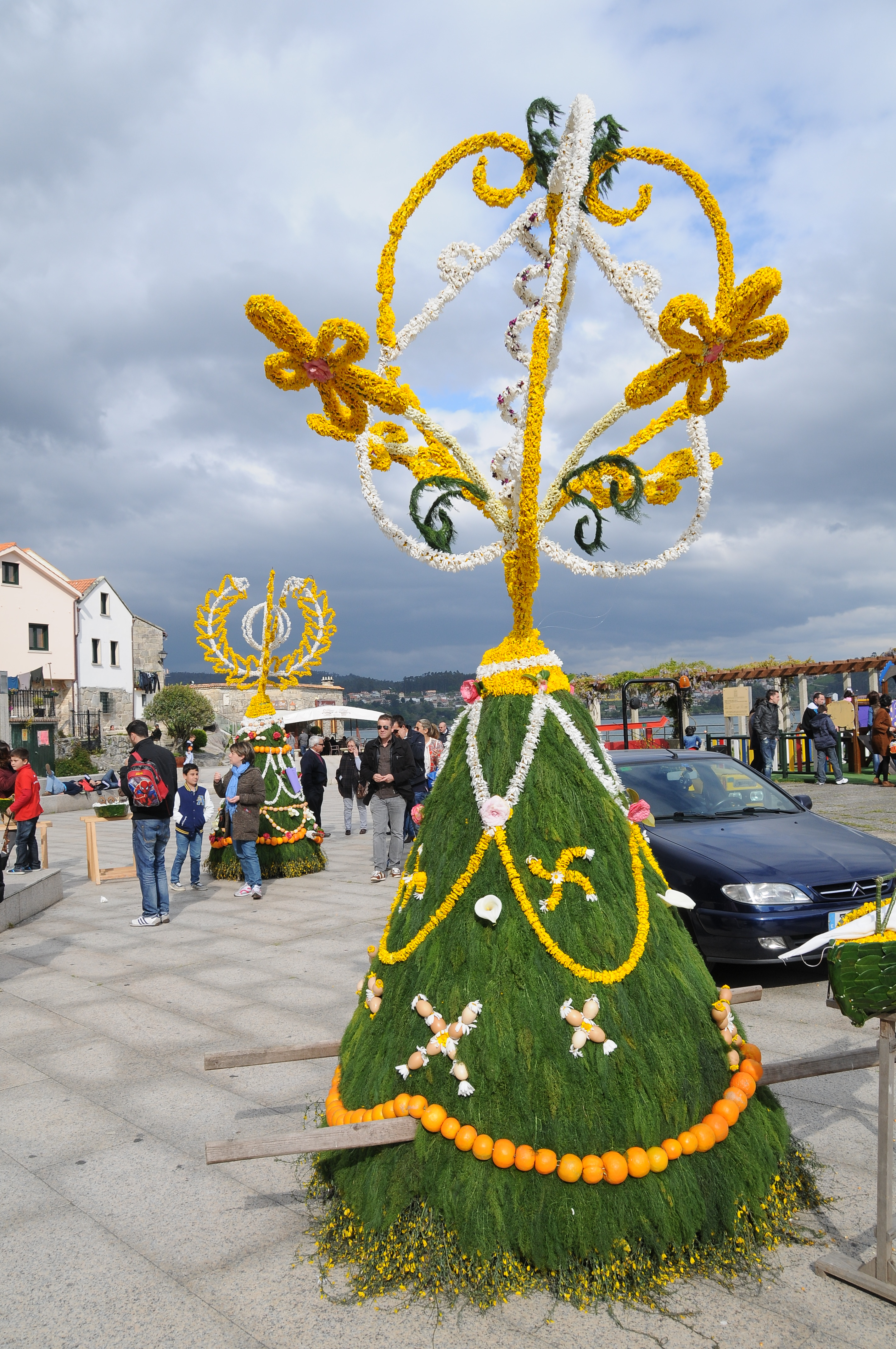
Maio gallego

En otras poblaciones, la maya o el mayo se refiere a una figura de madera  sacada en procesión o un tronco de árbol. En el sur de Galicia, la costumbre  de sacar los mayos está resurgiendo en varias localidades; los mayos o maios tradicionales gallegos son figuras de palo, recubiertas de adornos vegetales, flores, naranjas y cáscaras de huevo y de forma cónica, reminiscente a un árbol, aunque en las celebraciones modernas pueden adoptar una gran variedad de formas. En partes de Castilla y León y del norte peninsular se izan o «pinan» o «pingan»  mayas y mayos hechas de troncos de roble, haya o chopo según el lugar, animados por los cantos y bailes de las muchachas y los vecinos; se pueden mencionar, por ejemplo, las de algunas zonas de la provincia de León, como el alto Esla, y Cantabria —en la comarca de Liébana, y  valle del Besaya—. En lo alto de la maya se coloca el «ramo», una figura hecha de madera y adornada de flores y hoja, que los jóvenes intentan recuperar trepando por el tronco.

### Manifestaciones religiosas
Debido a la influencia de la Iglesia católica, que buscaba despojar a las festividades paganas de su propósito original, varios elementos tradicionales de las festividades de mayo han adquirido un tinte religioso. En muchos aspectos, la maya-niña representa los mismos ideales de virginidad y castidad que la Virgen, de ahí la dedicación del mes de mayo a la Virgen María, que ha pasado a ocupar el papel de la «reina maya» en algunas tradiciones populares. La celebración de la Santa Cruz el 3 de mayo podría ser otra adaptación semejante de las fiestas paganas, por los símiles entre los árboles de mayo y las cruces exhibidas en esta celebración.

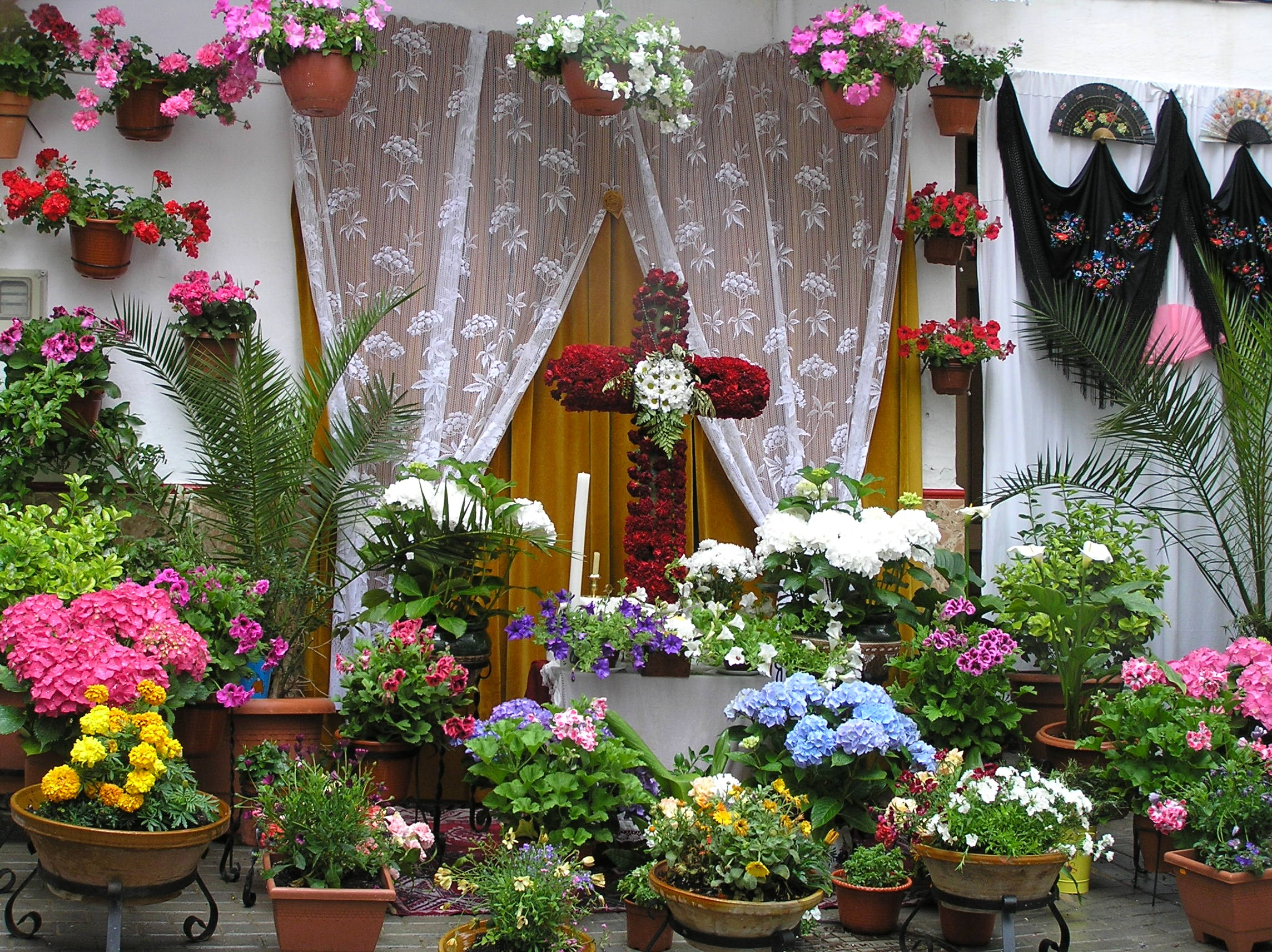
Cruz de Mayo en Beas de Segura (Jaén)

## Origen e historia
La figura de la maya, representativa de la transición de niña a mujer se encuadra en los ritos precristianos encaminados a celebrar el final del invierno, la fertilidad y lo femenino. Muchos autores le presumen un origen prehistórico, en el Neolítico. Otros señalan las similitudes con las fiestas que los romanos celebraban en primero de mayo en honor de la «diosa buena» (Bona Dea), que simbolizaba la fertilidad, la castidad y la salud, equiparada con la diosa griega Maia y con Fauna; también existen paralelos con el culto a Deméter y a Afrodita. La expansión del Imperio Romano habría contribuido a extender estos cultos y ritos asociados a ellos. Algunos, como Florentino López Cuevillas y Vicente Risco, por su parte, mencionan un posible origen celta, ligado a la festividad de Beltane.
De la Edad Media datan las menciones en el Libro de Alexandre y en un cantar juglaresco del siglo XIII que reza así:

Sedie el mes de mayo coronado de flores

afeitando los campos de diversos colores

organeando las mayas e cantando d'amores

espigando las mieses que sembran labradores.
Cantar del juglar
portugués Barroso

Durante el Siglo de Oro, se encuentran alusiones a las mayas en la obra de autores como Tirso de Molina, Quiñones de Benavente o Lope de Vega.

Esta Maya se lleva la ﬂor,
que las otras no.
Esta Maya tan hermosa.
Tan compuesta y tan graciosa,
viene a ser de Cristo esposa,
y la palabra le dio,que las otras no.

Auto sacramental La Maya (Lope de Vega)

De esta época también existe evidencia de la popularidad de las mayas entre la aristocracia y personas asociadas a la corona; Basilio Sebastián Castellanos hace una mención a la celebración de las mayas en el palacio real en el año 1622 en su obra Costumbres españolas. De la galante festividad floral llamada del mayo o de la hermosa maya (1847).
Otras alusiones a las mayas aparecen en prohibiciones y anatemas emitidas por la iglesia con el propósito de acabar con fiestas y manifestaciones de origen pagano, ya desde la Alta Edad Media. En el siglo XVIII se unieron al clero los intelectuales ilustrados, que deseaban extirpar las antiguas tradiciones rústicas y supersticiones. Se tienen noticias de prohibiciones de las rondas nocturnas, así como «poner mayos ni mayas», aunque estos intentos no siempre contaban con éxito. Asimismo, en Santiago de Compostela el cabildo prohibió la entrada de las mayas en la catedral, por la indecencia de sus danzas y actuaciones. El conde de Aranda intentó acabar con esta costumbre a mediados de siglo, argumentando que las mayas molestaban a los transeúntes e imponiendo multas y encarcelamiento para los responsables de las transgresoras. Pocos años después Carlos III prohibió la puesta de altares callejeros y las solicitudes de propinas.
Al mismo tiempo se dio el proceso de imbuir a los antiguos ritos  con un simbolismo cristiano, como la asimilación de la figura de la maya con la Virgen María. La tradición se documenta de manera continuada hasta principios o mediados de siglo XX, cuando empezó a desaparecer en bastantes lugares; en varios lugares ha tenido lugar un resurgimiento de la costumbre desde finales del mismo siglo, en ocasiones gozando de apoyos institucionales debido a su interés etnográfico y turístico.